# Козирог (съзвездие)
Вижте пояснителната страница за други значения на Козирог.
Козирог е съзвездие, видимо от северното полукълбо. Най-високо е над южната страна на хоризонта и най-добре се вижда през нощите от август до октомври. Съзвездието Козирог е заобиколено от съзвездията Водолей, Микроскоп, Стрелец, Южна риба и Орел. То е част от зодиака и има астрологически знак ♑. В ясна и безлунна нощ в съзвездието могат да се видят с просто око около 50 сравнително слаби звезди.
Името на съзвездието е превод от латинското му название – Capricornus.